# Crisólakos
Crisólakos (en griego: Χρυσολακκος/Chryssolakkos, literalmente «Cueva de oro») es una necrópolis asociada a la primera fase del palacio minoico del yacimiento arqueológico de Malia, uno de los grandes sitios arqueológicos de la isla de Creta. 
Sus dimensiones son aproximadamente de 38,80 x 29,80 m. Está rodeado de un muro de sillares, en el que destacan sus lados norte y oeste, formados por un tipo de roca llamada sideropetra que aparece tallada. En el exterior del recinto fue hallado un particular bloque de sideropetra con forma de mesa, con un orificio profundo en el centro y dos círculos de múltiples orificios más pequeños que lo rodean y que seguramente fue un objeto que se usaba en ritos para libaciones. Dentro del recinto también se han hallado otros objetos que sirvieron para realizar rituales. Otros hallazgos destacados son un sello de marfil con una inscripción jeroglífica, láminas de oro y restos de una armadura de bronce. El famoso «Colgante de las abejas», un artefacto de oro expuesto en el Museo Arqueológico de Heraclión, también fue encontrado en esta necrópolis.
Las primeras evidencias de enterramientos en el yacimiento son fosas comunes datadas del Minoico Antiguo II, posiblemente utilizadas por los habitantes pobres de Malia; aproximadamente del mismo período se identificó un pequeño edificio rectangular, el Osario Occidental. En el Minoico Antiguo III se edificaron una serie de tumbas, mientras que al inicio del Minoico Medio I una tumba monumental fue erigida en Crisólakos. Todas estas tumbas se dividieron en tres fases de construcción (Crisólakos I, II y III) que fueron excavadas por Louis Renaudin en 1921 y nuevamente entre 1930-1933 por Pierre Demargne.